# UTI (기업)
주식회사 UTI는 대한민국의 강화유리 가공 기업이다.

## 개요
폴더블폰에 쓰이는 코닝의 울트라신글래스(UTG)를 납품받아 공급받아 가공 후 삼성에 납품한다.

### 내용주
1. ↑  상장주관사: 한국투자증권